# Jobyna Howland
Jobyna Howland est une actrice américaine, née le 31 mars 1880 à Indianapolis et morte le 7 juin 1936 à Los Angeles.

## Carrière
Elle a débuté au théâtre et a une grande carrière théâtrale.
Au cinéma, elle a essentiellement tourné dans les années 1930, où elle apparaît notamment avec Bert Wheeler et Robert Woolsey.  Elle y est souvent remarquée par sa grande taille (1,83 m).
Elle est la sœur de l'acteur Olin Howland.

## Filmographie partielle
- 1919 : Pour sa famille (The Way of a Woman) de Robert Z. Leonard
- 1924 : Second Youth d'Albert Parker
- 1930 : Coucous (The Cuckoos) de Paul Sloane
- 1930 : Dixiana de Luther Reed
- 1930 : A Lady's Morals de Sidney Franklin
- 1930 : Hook, Line and Sinker d'Edward F. Cline
- 1930 : Honey de Wesley Ruggles
- 1930 : The Virtuous Sin de George Cukor et Louis Gasnier
- 1932 : Rockabye de George Cukor
- 1933 : Topaze de Luther Reed
- 1933 : Moi et le Baron (Meet the Baron) de Walter Lang